# Pardosa strix
Pardosa strix là một loài nhện trong họ Lycosidae.
Loài này thuộc chi Pardosa. Pardosa strix được Holmberg miêu tả năm 1876.